# 이규혁 (희극인)
이규혁(1953년 ~)은 MBC 공채로 데뷔한 대한민국의 희극인이다.

## 방송
- 웃으면 복이 와요

## 라디오
- 이규혁의 라디오와 이 밤을 (1980)

## 수상
- MBC 방송연기대상 코미디부문 최우수상 (1989)

## CF
- 1983년 크라운제과 땅콩카라멜 / 밀크 카라멜 (FEAT 김명덕)
- 1984년 LG화학 럭키칫솔
- 1985년 마미손 핑크 (FEAT 권재희)